# John Winter (atleta)
John Arthur Winter, noto anche come Jack Winter (Victoria Park, 3 dicembre 1924 – Perth, 5 dicembre 2007), è stato un altista australiano, medaglia d'oro ai Giochi olimpici di Londra 1948.

## Biografia
Già impegnato nell'atletica leggera sin dalla giovane età di 15 anni, durante la seconda guerra mondiale servì l'Impero britannico nella RAAF. Al termine del conflitto riprese la sua carriera sportiva a livello agonistico vincendo i campionati australiani di atletica leggera nel 1947 e 1948.
Nel 1948 prese parte alle Olimpiadi di Londra: di tutti i 26 partecipanti, Winter e il francese Georges Damitio furono gli unici a utilizzare la tecnica di salto denominata eastern cut-off (una complessa variante della sforbiciata). Winter vinse superando l'asticella posta a 1,98 m.
Dopo i Giochi di Londra si trasferì in Inghilterra, non potendo quindi partecipare ai campionati australiani del 1949. Nel 1950 ai Giochi dell'Impero Britannico che si tennero ad Auckland, in Nuova Zelanda, vinse la medaglia d'oro, sempre con la misura di 1,48 m. Nel 1950, all'età di 26 anni, terminò la sua carriera agonistica.

## Palmarès
| Anno | Manifestazione                | Sede     | Evento        | Risultato | Prestazione | Note |
| ---- | ----------------------------- | -------- | ------------- | --------- | ----------- | ---- |
| 1948 | Giochi olimpici               | Londra   | Salto in alto | Oro       | 1,98 m      |      |
| 1950 | Giochi dell'Impero Britannico | Auckland | Salto in alto | Oro       | 1,98 m      |      |

## Campionati nazionali
- 2 volte campione australiano del salto in alto (1947 e 1948)